# Pávlosz Pavlídisz
Pávlosz Pavlídisz (görög nyelv: Παύλος Παυλίδης) (? – 1968) olimpiai ezüstérmes görög sportlövő.
A legelső újkori nyári olimpián, az 1896. évi nyári olimpiai játékokon, Athénban indult sportlövészetben, három versenyszámban: hadipuskában ezüstérmes lett, összetett szabadpuskában és katonai pisztolyban helyezését nem ismerjük.